# Poa (plante)
Pâturin
Genre
Synonymes
- Arctopoa (Griseb.) Prob.[2]
- Bellardiochloa Chiov.[2]
- Dasypoa Pilg.[2]
- Nicoraepoa Soreng & L.J.Gillespie[2]
- Ochlopoa (Asch. & Graebn.) H.Scholz[2]
- Paneion Lunell[2]
- Parodiochloa C.E.Hubb.[2]
- Poagris Raf.[2]
- Saxipoa Soreng, L.J. Gillespie & S.W.L. Jacobs[2]
- Sylvipoa Soreng, L.J.Gillespie & S.W.L.Jacobs[2]

Poa, le Pâturin, est un genre de plantes monocotylédones de la famille des Poaceae (graminées), sous-famille des Pooideae. Ce genre, originaire des régions tempérées des deux hémisphère, a aujourd'hui une  répartition quasi-cosmopolite. Il comprend plus de 500 espèces, ce qui en fait le genre le plus important de la famille des Poaceae. C'est le genre-type de cette famille.
Ce sont des plantes herbacées annuelles ou vivaces, de hauteur variable de 5 à 150 cm, aux inflorescences en panicules, parfois réduites à un seul épillet.
Les pâturins sont des plantes très communes, très présentes dans les prairies, plusieurs espèces sont cultivées comme plantes fourragères ou pour la création de gazon. Certaines sont des mauvaises herbes des cultures et des pelouses.
Étymologiele nom générique en latin botanique, « Poa », est un terme d'origine grecque (πόα) signifiant « herbe », particulièrement dans le sens de « fourrage ».
En français, le terme « pâturin », attesté depuis 1852, dérive de « pâture » avec le suffixe -in, rappelant la qualité fourragère de certaines espèces de ce genre.
En anglais, le pâturin est appelé « Bluegrass » (herbe bleue) en référence aux reflets bleutés de certains épis. Cette herbe a donné son nom à une région (Bluegrass region) du nord-est de l'État du Kentucky aux États-Unis.

## Caractéristiques générales
Les caractéristiques morphologiques du genre sont :
- une inflorescence en panicule, plus d'une fleur fertile par épillet, épillets carénés sur le dos sans arête ;
- des feuilles présentant un crochet et une nervure centrale unique ;
- une préfoliaison pliée ;
- une ligule (sauf certains Nemoralis), pas d'oreillettes, pas de poils.

## Principales espèces
- Poa abbreviata R. Brown
- Poa acicularifolia Buchanan
- Poa acroleuca Steud.
- Poa aequatoriensis Hack.
- Poa aitchisonii Boiss.
- Poa alopecurus (Gaudich. ex Mirb.) Kunth
- Poa alpina L., le Pâturin des Alpes
- Poa alsodes A. Gray
- Poa anceps G. Forst.
- Poa andina Trin.
- Poa annua L. , le pâturin annuel
- Poa arachnifera Torr.
- Poa arctica R. Br.
- Poa arida Vasey
- Poa atropurpurea Scribn.
- Poa attenuata Trin.
- Poa bactriana Roshev.
- Poa badensis Haenke ex Willd.
- Poa binata Nees
- Poa bonariensis (Lam.) Kunth
- Poa brachyanthera Hultén
- Poa buchananii Zotov
- Poa bulbosa L.
- Poa candamoana Pilg.
- Poa cenisia All.
- Poa chaixii Vill.
- Poa cita Edgar
- Poa colensoi Hook. f.
- Poa compressa L., le Pâturin comprimé
- Poa confinis Vasey
- Poa cusickii Vasey
- Poa densa Troitsky
- Poa diversifolia (Boiss. & Balansa) Boiss.
- Poa dusenii Hack.
- Poa eminens J. Presl
- Poa erinacea Speg.
- Poa fendleriana (Steud.) Vasey
- Poa flabellata (Lam.) Raspail
- Poa flexuosa Sm.
- Poa fuegiana (Hook. f.) Hack.
- Poa gerardii All.
- Poa gilgiana Pilg.
- Poa glauca Vahl
- Poa glaucifolia Scribn. & T. A. Williams
- Poa horridula Pilg.
- Poa hybrida Gaudin
- Poa iberica Fisch. & C. A. Mey.
- Poa imbecilla Spreng.
- Poa infirma Kunth
- Poa interior Rydb.
- Poa iridifolia Hauman
- Poa keysseri Pilg.
- Poa kirkii Buchanan
- Poa laevis R. Br.
- Poa languida Hitchc.
- Poa lanigera Nees
- Poa lanuginosa Poir.
- Poa leptoclada Hochst. ex A. Rich.
- Poa ligularis Nees ex Steud.
- Poa ligulata Boiss.
- Poa lindsayi Hook. f.
- Poa lipskyi Roshev.
- Poa litorosa Cheeseman
- Poa longifolia Trin.
- Poa macrantha
- Poa maniototo Petrie
- Poa mannii Munro ex Hillebr.
- Poa matthewsii Petrie
- Poa mulalensis Kunth
- Poa napensis Beetle
- Poa nemoralis L., le Pâturin des bois
- Poa nervosa (Hook.) Vasey
- Poa nipponica Koidz.
- Poa ochroleuca
- Poa pallens Poir.
- Poa paludigena Fernald & Wiegand
- Poa palustris L., le Pâturin des marais
- Poa pannonica A. Kern.
- Poa pilcomayensis Hack.
- Poa poecila Phil.
- Poa pratensis L., le Pâturin des prés
- Poa pseudobulbosa Bor
- Poa psilolepis Keng
- Poa pumila Host
- Poa remota Forselles
- Poa resinulosa Nees ex Steud.
- Poa robusta Steud.
- Poa rupicola Nash
- Poa sandvicensis (Reichardt) Hitchc.
- Poa scaberula Hook. f.
- Poa secunda J. Presl
- Poa sibirica Roshev.
- Poa sieberiana Spreng.
- Poa sinaica Steud.
- Poa siphonoglossa Hack.
- Poa stenantha Trin.
- Poa sterilis M. Bieb.
- Poa stiriaca Fritsch & Hayek
- Poa subfastigiata Trin.
- Poa supina Schrad.
- Poa sylvestris A. Gray
- Poa tatarica Fisch.
- Poa tibetica Munro
- Poa trivialis L., le Pâturin commun
- Poa urssulensis Trin.
- Poa ussuriensis Roshev.
- Poa versicolor Besser
- Poa viridifolia Hochst.
- Poa wheeleri Vasey